# Der achte Wochentag
Der achte Wochentag ist ein polnisch-deutscher Spielfilm aus dem Jahre 1958 von Regisseur Aleksander Ford. Der Film entstand nach der Erzählung Der achte Tag der Woche (Originaltitel: Ósmy dzień tygodnia) von Marek Hłasko, der gemeinsam mit Ford das Drehbuch erarbeitete.

## Handlung
Der Film spielt in den 1950er Jahren in Warschau. Die Spuren der Zerstörung der Stadt durch den Zweiten Weltkrieg sind immer noch augenscheinlich. Vor diesem Hintergrund entwickelt sich eine Liebesgeschichte zwischen Agnes und Piotr. Das größte Problem ihres Liebeslebens ist jedoch, dass sie kein ruhiges Plätzchen für sich finden können. Piotr lebt praktisch auf der Straße und Agnes in einer kleinen, hässlichen Wohnung mit ihrer Mutter und ihrem Vater. Auch Bruder Gregor, der ein übler Trinker ist, sucht hier seine Schlafstelle. Außerdem sorgt der Untermieter Zawadzki für zusätzliche Beengung, doch ist die Familie auf seine Miete angewiesen. Piotr versucht alles, um eine Wohnung für sich und Agnes zu finden. Seine Suche ist jedoch erfolglos und erniedrigend. Schließlich kommt ein Journalist zur Hilfe, doch muss sich Agnes ihm hingeben, um an die gewünschte Wohnung für sich und Piotr zu kommen.

## Hintergrund
Außergewöhnlich an diesem Film ist vor allem, dass es sich um eine Co-Produktion zwischen dem kapitalistischen Westdeutschland und dem sozialistischen Polen handelt. Dies führte jedoch auch dazu, dass es Aleksander Ford nicht gelang, den Film zu seinen Lebzeiten in Polen aufzuführen. Die deutsche Premiere fand mit Erfolg am 26. August 1958 statt. Deutscher Kinostart war am 18. November 1958 in Köln. In Polen wurde der Film erst 1983 gezeigt. Dies ist in der polnischen Filmgeschichte die längste Zeit, die ein Film verboten im so genannten Giftschrank lag.
Bei den Dreharbeiten, die von März bis Juli 1957 in Breslau, Warschau und Łódź stattfanden, lernten Sonja Ziemann und Marek Hłasko einander kennen. Deutschlands populärer Filmstar und Polens bedeutendster junger Schriftsteller heirateten 1961.

## Trivia
In der literarischen Vorlage hatte Hłasko die vom Krieg zerstörten Straßen und Häuser von Śródmieście („Innenstadt“) gewählt. Die Handlung des Films spielt dagegen größtenteils in der frisch wiederaufgebauten, daher gepflegten Warschauer Altstadt, was das Geschehen unrealistisch erscheinen lässt. So ist etwa die Szene, in der ein kleiner Junge angeleint im halb zerstörten Treppenhaus spielen muss, in einem zerbombten Mietshaus realistisch, in einem wiederaufgebauten Altstadthaus dagegen nicht.
Der Untermieter Zawadzki wohnt bei der Familie kraft amtlicher Zuweisung des Wohnraumes als typischer „sublokator“ der stalinistischen Zeit. Privates Vermieten war in der Zeit in der Volksrepublik Polen so gut wie unmöglich.

## Kritiken
„Die Liebesgeschichte eines jungen Paares im Polen der 50er Jahre, das nach einem Platz für ein ungestörtes Zusammensein sucht und sich dabei der materiellen und seelischen Erbärmlichkeit seiner Umwelt gegenübersieht. Ein bewußt pessimistisches Zeitbild; inszenatorisch und darstellerisch eindrucksvoll.“

„Die absichtsvoll pessimistische Geschichte eines jungen Paares (…) Die bedrückende Trostlosigkeit dieses künstlerisch sehr bemühten Films aus Polen wäre bedenkenswerter, wenn er nicht gleichzeitig auf einer unannehmbar sensuellen Liebesauffassung bestünde. Vom Besuch wird abgeraten.“

„‚Der achte Tag der Woche‘ war zwar eine miese Kurzgeschichte, aber ordentlicher Stoff für einen guten Film. Nur: Filme muss man auch machen können. (Aleksander) Ford, der Warschau nur aus dem Fenster seines Autos kennt, lässt die Protagonistin durch bonbonfarbene Straßen der Altstadt umherirren (…) In der Geschichte (…) ging es um eine Sache: ein Mädchen in einer abstoßenden, dreckigen Welt will für sich selbst und für ihren Freund nur eines – den schönen Beginn ihrer Liebe. Ford hat zum Thema des Films gemacht, dass die Leute keinen Platz zum Vögeln haben, was ja nicht stimmt, denn vögeln kann man überall.“